# Krzysztof Kaliszewski
Krzysztof Andrzej Kaliszewski (ur. 9 sierpnia 1972) – polski lekkoatleta, młociarz, trener i działacz sportowy.

## Osiągnięcia
Przez całą karierę był zawodnikiem Skry Warszawa. 10-krotnie zajmował miejsca w czołowej "szóstce" mistrzostw kraju. Po zakończeniu kariery zawodniczej trenerem i działaczem Skry Warszawa.
W 2016 został odznaczony przez Prezydenta RP Andrzeja Dudę Krzyżem Oficerskim Orderu Odrodzenia Polski za wybitne osiągnięcia w pracy szkoleniowej i trenerskiej, za zasługi dla rozwoju i upowszechniania sportu.
Jest laureatem Wielkiej Honorowej Nagrody Sportowej za 2016 rok.

## Rekordy życiowe
- rzut młotem – 71,97 m (3 czerwca 2000, Warszawa[4])

## Kariera trenerska i działacza
Od maja roku 2008 do stycznia 2012 trenował Szymona Ziółkowskiego (doprowadzając go m.in. do srebrnego medalu mistrzostw świata). W dniu 1 lutego 2012 zakończył współpracę z Szymonem Ziółkowskim.
W październiku roku 2009 zdecydowano, że Kaliszewski będzie przygotowywał mistrzynię i rekordzistkę świata – Anitę Włodarczyk do następnego sezonu. W dniu 6 czerwca 2010 Włodarczyk ustanowiła (wynikiem 78,30 m) rekord świata w rzucie młotem, niecałe dwa miesiące później została brązową medalistką mistrzostw Europy.
Został prezesem zarządu klubu RKS Skra Warszawa.